# Banque nationale d'Égypte
Ne doit pas être confondu avec Banque centrale d'Égypte.
La Banque nationale d'Égypte, (en anglais: National Bank of Egypt (NBE), en arabe: البنك الأهلي المصري) est un établissement financier égyptien. Fondé le 25 juin 1898, il est la plus ancienne et la plus importante banque du pays. 
Selon le classement de The Banker (2017), c'est la huitième banque africaine.

## Histoire

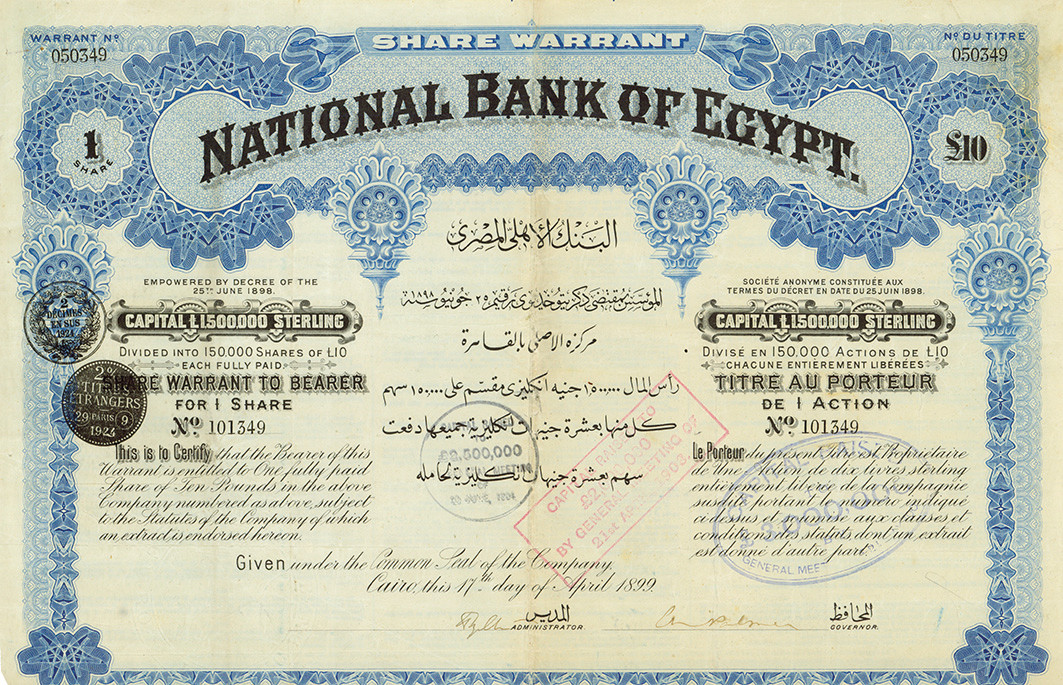
Action de la Banque nationale d'Égypte émise le 17 avril 1899.

En 1898, le banquier britannique Ernest Cassel (50 % des parts), les trois frères Suarès — Joseph (1837-1900), Raphaël (1846-1909) et Félix Isaac (1844-1906) — et Moïse Cattaui (25 % des parts), ainsi que Constantin Salvagos originaire d'Alexandrie (25 % restant) fondent la National Bank of Egypt (NBE), tandis que Cassel est le seul à rester en Angleterre. En plus du Caire, la NBE ouvre un bureau à Londres. Le capital est de 1,5 million de livres sterling divisé en 150 000 actions de £10 proposé sur le marché de Londres. En 1901, elle ouvre une filiale à Khartoum et obtient le statut semi-officiel de banque centrale. En 1902, elle fonde la Banque égyptienne de l'Agriculture, et en 1906, la Bank of Abyssinia est ouverte à Addis-Abeba ; ces deux filiales sont liquidées respectivement en 1936 et en 1931. À compter de 1940, la plupart des dirigeants et des employés sont originaires d'Égypte. En 1951, un décret fait de la NBE la banque centrale égyptienne, ce que confirme une loi-cadre en 1957. Trois ans plus tard, la NBE est nationalisée et une nouvelle banque centrale est fondée. Les actifs étrangers sont remboursés par simple rachat. En 1976, la NBE, associée à dix-neuf autres banques arabes et à quatre banques américaines, fondent l'Arab American Bank. En 1982, la NBE rouvre une nouvelle filiale en Grande-Bretagne. En 2000, la NBE s'implante à New York et rachète les actifs de l'Arab American Bank. En 2005, elle rachète la Mohandes Bank, et la Bank of Commerce and Development, et ouvre les années suivantes de bureaux à Dubaï et Shanghai.
Elle compte 338 agences à l'intérieur du pays, des avoirs pour un montant de 366,6 milliards de livres égyptiennes, des dépôts totaux de 312,7 milliards de livres égyptiennes et un total de prêts et avances de 114,7 milliards. 
NBE possède une filiale à Londres, des succursales à New York et Shanghai et des bureaux de représentation à Johannesbourg et à Dubaï.
Le président depuis 2013 est Hisham Ahmed Mahmoud Okasha ,

## Prix
En juillet 2007, selon le magazine The Banker, NBE se classe, en termes d'actifs totaux, 226e parmi les 1 000 premières banques mondiales et se classe troisième parmi les banques arabes. En 2015, le même magazine la classe au rang 8 des banques africaines) dans son classement 2016 des banques mondiales en termes de fonds propres de base.
En 2016, le magazine Brand la nomme, lors de la remise de ses Awards 2016, « Best Banking Performer ».